# Serie A (1964/1965)
Serie A 1964/1965 – 63. edycja najwyższej w hierarchii klasy mistrzostw Włoch w piłce nożnej, organizowanych przez Lega Nazionale, które odbyły się od 13 września 1964 do 6 czerwca 1965. Mistrzem został Inter Mediolan, zdobywając swój dziewiąty tytuł.

## Organizacja
Liczba uczestników pozostała bez zmian (18 drużyn). Varese, Cagliari i Foggia & Incedit awansowali z Serie B. Rozgrywki składały się z meczów, które odbyły się systemem kołowym u siebie i na wyjeździe, w sumie 34 rund: 2 punkty przyznano za zwycięstwo i po jednym punkcie w przypadku remisu, z możliwą dogrywką, rozstrzygać sytuacje ex aequo w końcowej klasyfikacji.. Zwycięzca rozgrywek ligowych otrzymywał tytuł mistrza Włoch. Trzy ostatnie drużyny spadało bezpośrednio do Serie B.

## Drużyny
| Uczestnicy poprzedniej edycji                                                                                 | Uczestnicy poprzedniej edycji | Uczestnicy poprzedniej edycji | Uczestnicy poprzedniej edycji |
| --- | ----------------------------- | ----------------------------- | ----------------------------- |
| ATA | Atalanta                      | 8                             |                               |
| BOL | Bologna                       | 1                             |                               |
| CTN | Catania                       | 8                             |                               |
| FIO | Fiorentina                    | 4                             |                               |
| GEN | Genoa                         | 8                             |                               |
| INT | Inter Mediolan                | 2                             |                               |
| JUV | Juventus                      | 4                             |                               |
| LRV | Lanerossi Vicenza             | 6                             |                               |
| LAZ | Lazio                         | 8                             |                               |
| MAN | Mantova                       | 12                            |                               |
| MES | Messina                       | 14                            |                               |
| MIL | Milan                         | 3                             |                               |
| ROM | Roma                          | 12                            |                               |
| SAM | Sampdoria                     | 15                            |                               |
| TOR | Torino                        | 7                             |                               |
| Spadek z poprzedniej edycji                                                                                   |                               |                               |                               |
| MOD | Modena                        | 16                            |                               |
| SPA | SPAL                          | 17                            |                               |
| BAR | Bari                          | 18                            |                               |
| Awans z Serie B 1963/1964                                                                                     |                               |                               |                               |
| VAR | Varese                        | 1                             |                               |
| CAG | Cagliari                      | 2                             |                               |
| FOG | Foggia & Incedit              | 3                             |                               |
| Oznaczenia: - kolumna pierwsza – skróty nazw drużyn, - kolumna trzecia – miejsce zajęte w poprzednim sezonie. |                               |                               |                               |

## Tabela
|     | Klub               | Pkt | M  | W  | R  | P  | GZ | GS | +/- | Uwagi                     |
| --- | ------------------ | --- | -- | -- | -- | -- | -- | -- | --- | ------------------------- |
| 1.  | Inter Mediolan (C) | 54  | 34 | 22 | 10 | 2  | 68 | 29 | +39 | Puchar Mistrzów           |
| 2.  | Milan              | 51  | 34 | 21 | 9  | 4  | 52 | 23 | +29 | Puchar Miast Targowych    |
| 3.  | Torino             | 44  | 34 | 16 | 12 | 6  | 48 | 27 | +21 | Puchar Miast Targowych    |
| 4.  | Fiorentina         | 41  | 34 | 16 | 9  | 9  | 52 | 37 | +15 | Puchar Miast Targowych    |
| 4.  | Juventus           | 41  | 34 | 15 | 11 | 8  | 43 | 24 | +19 | Puchar Zdobywców Pucharów |
| 6.  | Bologna            | 34  | 34 | 11 | 12 | 11 | 43 | 42 | +1  |                           |
| 6.  | Cagliari           | 34  | 34 | 13 | 8  | 13 | 33 | 35 | -2  |                           |
| 8.  | Catania            | 32  | 34 | 12 | 8  | 14 | 46 | 51 | -5  |                           |
| 9.  | Foggia & Incedit   | 31  | 34 | 10 | 11 | 13 | 26 | 30 | -4  |                           |
| 9.  | Roma               | 31  | 34 | 8  | 15 | 11 | 29 | 35 | -6  | Puchar Miast Targowych    |
| 11. | Varese             | 30  | 34 | 8  | 14 | 12 | 28 | 37 | -9  |                           |
| 11. | Lanerossi Vicenza  | 30  | 34 | 10 | 10 | 14 | 33 | 44 | -11 |                           |
| 11. | Atalanta           | 30  | 34 | 7  | 16 | 11 | 19 | 28 | -9  |                           |
| 14. | Lazio              | 29  | 34 | 8  | 13 | 13 | 25 | 38 | -13 |                           |
| 14. | Sampdoria          | 29  | 34 | 9  | 11 | 14 | 19 | 30 | -11 |                           |
| 16. | Genoa              | 28  | 34 | 8  | 12 | 14 | 30 | 46 | -16 | Relegated to Serie B      |
| 17. | Messina            | 22  | 34 | 7  | 8  | 19 | 26 | 44 | -18 | Relegated to Serie B      |
| 18. | Mantova            | 21  | 34 | 7  | 7  | 20 | 20 | 40 | -20 | Relegated to Serie B      |

## Wyniki
|     | ATA | BOL | CAG | CAT | FIO | FOG | GEN | INT | JUV | LRV | LAZ | MAN | MES | MIL | ROM | SAM | TOR | VAR |
| --- | --- | --- | --- | --- | --- | --- | --- | --- | --- | --- | --- | --- | --- | --- | --- | --- | --- | --- |
| ATA |     | 2-0 | 0-1 | 0-0 | 2-1 | 1-0 | 0-2 | 1-3 | 0-0 | 1-0 | 1-1 | 2-1 | 0-1 | 1-1 | 1-0 | 0-0 | 0-0 | 0-0 |
| BOL | 1-1 |     | 1-3 | 3-0 | 3-1 | 4-2 | 2-1 | 0-0 | 1-1 | 3-0 | 2-0 | 4-1 | 3-0 | 0-2 | 1-2 | 0-1 | 1-0 | 3-0 |
| CAG | 0-1 | 0-0 |     | 2-0 | 1-1 | 0-1 | 2-1 | 0-2 | 1-0 | 2-1 | 3-0 | 2-1 | 2-1 | 2-1 | 1-0 | 1-1 | 0-1 | 1-1 |
| CAT | 4-1 | 4-0 | 2-1 |     | 0-2 | 1-0 | 3-2 | 2-3 | 3-1 | 2-0 | 3-0 | 1-1 | 4-2 | 1-1 | 4-0 | 1-0 | 1-1 | 0-0 |
| FIO | 1-0 | 2-1 | 2-0 | 5-0 |     | 3-1 | 5-0 | 2-2 | 1-0 | 4-1 | 1-0 | 2-0 | 1-1 | 0-0 | 2-0 | 0-1 | 2-0 | 1-0 |
| FOG | 1-1 | 2-2 | 1-2 | 1-0 | 0-0 |     | 0-0 | 3-2 | 1-0 | 1-0 | 1-0 | 1-0 | 1-0 | 1-2 | 0-0 | 1-1 | 1-2 | 3-0 |
| GEN | 0-0 | 0-0 | 1-1 | 1-1 | 4-1 | 1-0 |     | 1-2 | 0-1 | 3-1 | 1-0 | 0-0 | 2-0 | 0-0 | 0-0 | 2-1 | 1-2 | 0-1 |
| INT | 1-0 | 2-0 | 3-0 | 5-1 | 6-2 | 2-0 | 4-1 |     | 1-1 | 3-2 | 3-0 | 1-0 | 3-1 | 5-2 | 0-0 | 3-2 | 2-2 | 0-0 |
| JUV | 0-0 | 1-0 | 0-0 | 4-1 | 1-0 | 1-0 | 7-0 | 0-2 |     | 3-1 | 0-0 | 1-0 | 1-0 | 2-2 | 1-0 | 2-0 | 1-1 | 3-2 |
| LRV | 2-2 | 1-1 | 1-0 | 2-0 | 1-1 | 0-1 | 0-0 | 1-1 | 1-3 |     | 2-1 | 1-0 | 2-1 | 2-3 | 1-0 | 0-0 | 0-0 | 3-2 |
| LAZ | 0-0 | 1-1 | 1-0 | 2-2 | 0-1 | 2-1 | 1-1 | 1-1 | 0-2 | 0-0 |     | 2-0 | 2-1 | 0-0 | 0-0 | 2-0 | 1-1 | 3-1 |
| MAN | 2-0 | 0-1 | 2-2 | 1-0 | 0-0 | 0-0 | 2-0 | 0-1 | 1-0 | 0-1 | 1-3 |     | 2-0 | 0-4 | 0-0 | 1-0 | 1-2 | 3-1 |
| MES | 1-0 | 3-3 | 0-0 | 2-1 | 0-3 | 0-0 | 1-0 | 0-1 | 1-1 | 0-0 | 4-0 | 2-0 |     | 0-2 | 1-2 | 2-2 | 0-1 | 0-1 |
| MIL | 2-0 | 3-1 | 1-0 | 1-1 | 2-0 | 1-0 | 1-0 | 3-0 | 1-0 | 0-1 | 2-1 | 2-0 | 2-0 |     | 0-2 | 3-0 | 1-1 | 1-0 |
| ROM | 0-0 | 1-1 | 2-1 | 2-1 | 3-3 | 1-0 | 1-1 | 1-3 | 1-1 | 0-0 | 0-0 | 0-0 | 0-1 | 1-2 |     | 1-0 | 2-2 | 5-2 |
| SAM | 1-0 | 0-0 | 1-0 | 0-1 | 3-0 | 1-1 | 0-1 | 0-1 | 1-0 | 0-3 | 0-0 | 1-0 | 0-0 | 0-2 | 1-0 |     | 0-0 | 0-0 |
| TOR | 1-1 | 5-0 | 4-0 | 2-1 | 3-1 | 0-0 | 4-1 | 0-0 | 0-3 | 3-0 | 2-0 | 2-0 | 1-0 | 1-2 | 3-1 | 0-1 |     | 1-0 |
| VAR | 0-0 | 0-0 | 0-2 | 3-0 | 1-1 | 0-0 | 2-2 | 0-0 | 1-1 | 3-2 | 0-1 | 1-0 | 1-0 | 0-0 | 1-1 | 2-0 | 2-0 |     |

## Najlepsi strzelcy
| Bramki | Strzelcy             | Drużyna           |
| ------ | -------------------- | ----------------- |
| 17 (2) | Sandro Mazzola       | Inter Mediolan    |
| 17 (4) | Alberto Orlando      | Fiorentina        |
| 15     | Amarildo             | Milan             |
| 13     | Harald Nielsen       | Bologna           |
| 13 (1) | Carlo Facchin        | Catania           |
| 12     | Giancarlo Danova     | Catania           |
| 12     | Paolo Ferrario       | Milan             |
| 12     | Luís Vinício         | Lanerossi Vicenza |
| 11 (2) | Giampaolo Menichelli | Juventus          |
| 11 (3) | Helmut Haller        | Bologna           |

## Skład mistrzów
| Zwycięzca Serie A 1964/65 |
| ------------------------- |
| Inter Mediolan 9 Tytuł    |

| formacja | Piłkarz (liczba meczów) |
| --- | ----------------------- |
| Sarti Picchi Burgnich Guarneri Facchetti Tagnin Suárez Mazzola Jair Domenghini Corso | Giuliano Sarti (25)     |
| Sarti Picchi Burgnich Guarneri Facchetti Tagnin Suárez Mazzola Jair Domenghini Corso | Tarcisio Burgnich (31)  |
| Sarti Picchi Burgnich Guarneri Facchetti Tagnin Suárez Mazzola Jair Domenghini Corso | Giacinto Facchetti (32) |
| Sarti Picchi Burgnich Guarneri Facchetti Tagnin Suárez Mazzola Jair Domenghini Corso | Carlo Tagnin (16)       |
| Sarti Picchi Burgnich Guarneri Facchetti Tagnin Suárez Mazzola Jair Domenghini Corso | Aristide Guarneri (31)  |
| Sarti Picchi Burgnich Guarneri Facchetti Tagnin Suárez Mazzola Jair Domenghini Corso | Armando Picchi (28)     |
| Sarti Picchi Burgnich Guarneri Facchetti Tagnin Suárez Mazzola Jair Domenghini Corso | Jair (19)               |
| Sarti Picchi Burgnich Guarneri Facchetti Tagnin Suárez Mazzola Jair Domenghini Corso | Sandro Mazzola (33)     |
| Sarti Picchi Burgnich Guarneri Facchetti Tagnin Suárez Mazzola Jair Domenghini Corso | Angelo Domenghini (26)  |
| Sarti Picchi Burgnich Guarneri Facchetti Tagnin Suárez Mazzola Jair Domenghini Corso | Luis Suárez (29)        |
| Sarti Picchi Burgnich Guarneri Facchetti Tagnin Suárez Mazzola Jair Domenghini Corso | Mario Corso (30)        |
| Sarti Picchi Burgnich Guarneri Facchetti Tagnin Suárez Mazzola Jair Domenghini Corso | Trener: Helenio Herrera |
| Pozostałe piłkarze: Saul Malatrasi (15), Joaquín Peiró (15), Gianfranco Bedin (14), Aurelio Milani (11), Ottavio Bugatti (6), Sergio Gori (4), Francesco Canella (3), Rosario Di Vincenzo (3), Spartaco Landini (2), Giorgio Della Giovanna (1). |                         |